# 新福島変電所

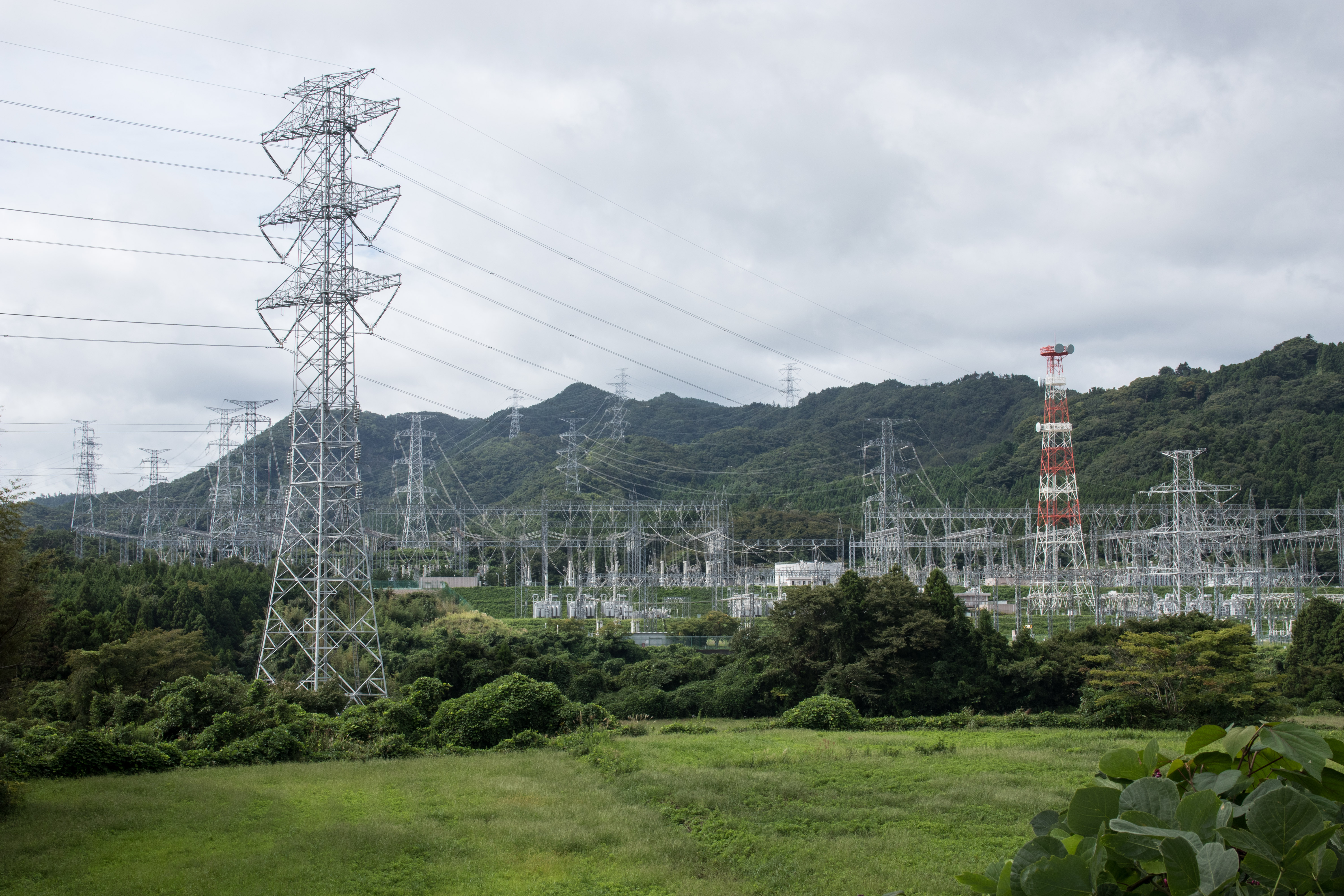
新福島変電所（2018年9月）
手前の送電線は福島第一原子力発電所より延びる275kV第二大熊線

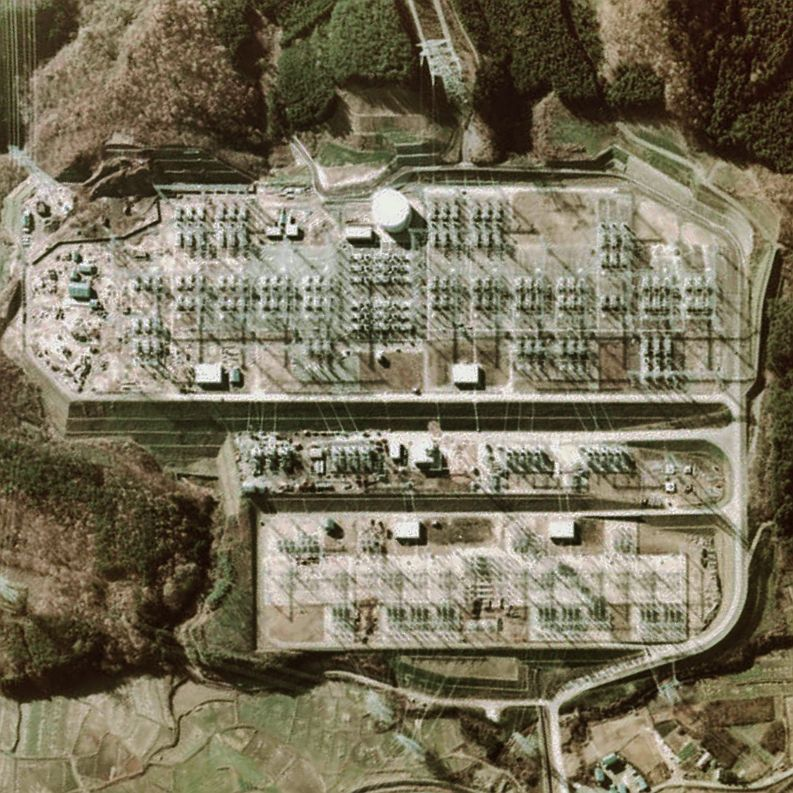
新福島変電所
（1975年度撮影）

新福島変電所（しんふくしまへんでんしょ）は、福島県双葉郡富岡町に所在する東京電力パワーグリッドの500kV変電所である。福島第一原子力発電所、福島第二原子力発電所からの特別高圧送電線を接続し、首都圏（の外輪系統）に向け500kV送電線を接続している他、東北電力との系統連系も行っている。

## 建設経緯

### 浜通りの原子力電源と首都圏を接続
東京電力が管外発電所として福島第一原子力発電所1号機を建設した際、首都圏への送電のため福島幹線を建設した。その際、同発電所から約20km、海岸から約10km程内陸に入った地点に本所の前身となる双葉開閉所を設け、開閉所としては1972年7月に開所した。
将来的には発電所内の主変圧器との2段階昇圧によって500kVで送電することを計画したが、3号機の運転開始に伴い、当時既設されていた福島幹線2回線、福島東幹線1回線では送電容量に不足を感じる事態となった。当時、実用回線での500kV送電は1973年より房総線にて開始されていたが、福島幹線においても500kV送電を開始することになり、新福島開閉所に275/500kV、100万kVA主要変圧器2バンクを設置して福島幹線の本所より南側を500kVに昇圧し、新福島変電所として開所した。
なお、双葉郡原発反対同盟など福島第一原子力発電所反対運動は「トランス搬入阻止闘争」を実施、上記の日立製100万kVA変圧器の双葉開閉所への搬入が遅延したことで、福島幹線の昇圧予定と共に大幅に遅延したが、1974年7月11日に最初の1基がトレーラーで搬入された。
1975年に入ると新福島変電所の設備も50万V昇圧に向けた据付工事が終わり各種試験、官庁検査が進められていた。主な試験内容は初加圧試験、変圧器励磁試験、変電所耐圧試験、リレー・遮断器の動作テストなどであった。そして、5月17日夕方、官庁検査を終了、福島幹線により50万Vでの送電を開始した。東京電力管内では房総線、新袖ヶ浦線に続く3番目、日本全国では4番目の運転開始であった。
また、福島第二原子力発電所が建設された際、接続送電線は本所に結ばれた。

### 東北電力との会社間連系
東京電力と東北電力の間で連系がスタートしたのは1959年のことで、この時は会津地方本名地点における水力開発と共に建設された。
本名に続き、新福島での連系は両社が参加した東地域電力協議会の1966年度長期計画で盛り込まれたものであった。ここで、連系関係の決定事項は下記のように取り決めされた。
1. 東京電力、東北電力両社間の受託調整融通制度を打出し、相互に電力を融通することで、今後10年に6万kWの電力を節約する。
2. 東北電力に常磐幹線（仙台－常磐）を新設、1975年度時点で大熊に新設する原子力発電所（後の福島第一原子力発電所）と連系、本名口と共に大熊でも連系する
3. （他施策と合わせ）広域運営によって生じるメリットをサービス向上、供給信頼度の改善に充てる。

ただし、この時点では大熊地区のどの場所において連系するか、具体的な場所が決定していたわけではない。そのため1月30日に東北電力が発表した今後10ヵ年の設備投資計画にも常磐幹線（実際には南相馬変電所以北）の建設が加えられたのみであった。
本所における会社間連系工事は1974年6月に完成している。その後1976年3月18日、東京電力・東北電力は3月末より両社の連系地点をそれまでの本名から新福島に変更すると発表した。この変更により見込まれるメリットは下記であるとされた。
1. 融通能力が50万kWから100万kWに増加し、電源故障停止時に相互応援融通が出来安定供給が確保できる。
2. 自社の火力発電のうち運転費の安い設備の出力を増加し、相手電力の火力の内運転費が高いものの出力を抑制し、全体として燃料費の節減が図られる。
3. 広域電源の発生電力の配分融通が円滑化する。
4. 両社の供給予備力の節減（1985年頃までの期間で30-40万kW）。

新福島への切替後、本名は補修停止時の予備連系点として位置づけされることとなった。

## 仕様
開所時の仕様は次のようになっていた。

### 設備
- 開所時
  - 変電所出力：200万kVA（福島幹線のみ昇圧時）
  - 計画変電所出力：400万kVA
  - 断路器：550kV、4000A
  - 空気遮断器：550kV、4000A

変圧器は1基当たり容量100万KVA、重量は約170tであり、当時日本最大級であった。1974年7月にはこの変圧器が6基搬入された。

### 接続送電線
- 至福島第一原子力発電所
  - 双葉線(500kV)：5、6号機に接続、発電所からの受電のみ可
  - 大熊線(275kV)：1、2号機に接続、運転開始後福島幹線から分割
  - 第二大熊線(275kV)：3、4号機に接続[14]
  - 夜ノ森線(66kV)：5、6号機
- 至福島第二原子力発電所
  - 富岡線(500kV)：至開閉所（1 - 4号機共用）
  - 岩井戸線(66kV)：至開閉所（1 - 4号機共用）[15]
- 至東北電力
  - いわき幹線(275kV)：至東北電力南相馬変電所[注 2][16]
- 至外輪系統
  - 福島幹線(500kV)：至新古河変電所
  - 福島東幹線(500kV)：至新筑波開閉所

「東北地方太平洋沖地震に対する原子力発電所の状況について」（2011年3月23日）では、上記を本所と接続する原子力発電所の視点から図式化している（それ以外の接続幹線は省略）。

## 福島第一原子力発電所事故
2011年3月11日に発生した東北地方太平洋沖地震にて本所も大損害を受け、本所を介して福島第一原子力発電所に送電が不可能となり、同所の全交流電源喪失、ひいては炉心溶融、水素爆発等に至る福島第一原子力発電所事故の遠因となった。
なお、『国会事故調 最終報告書』によると、東京電力は本所の地盤脆弱性を地震前より認識しており、原子力発電所の耐震設計に使用される基準地震動クラスの地震の場合、7日以内に送電確保が困難と認識していたが、送電網を含めてそのような地震に対応する工事の完了予定は2020年であったという。
本所の設備被害の原因について、東京電力は分析を進め、原子力安全・保安院に提出している。『設備被害の原因分析』によると、本所では地震時の観測記録について、最大加速度は記録出来たが波形については60秒で中断しており、周辺の地震計の記録を元に過去の観測記録から推定した伝達関数を用い、本震時の本所基盤面地震動を推定する手法を取った。その結果、被害の大きかった地点を中心に最大加速度は679Galから1069Galの値を取った。275kV空気遮断器は、耐震強化のためステーを設置していたが、ステーのベース部に変形が発生し最終的に支持碍子が破損した。この他500kV断路器では衝撃荷重、275kV断路器では機器の固有周期と地震動の卓越周期が近いなどの理由が破損の原因として挙げられている。
2011年8月29日、本所にて設備復旧工事が進展し、いわき幹線を通じた東北電力との連系が再開の見込みとなった。この変更で、東京電力と東北電力間の連系線運用容量は110万kWから235万kWに増大した。

## 最寄施設
- 夜ノ森駅 - 本所より東側3kmあまりに位置する旨図示されることがある[3]。